# Amplicephalus pedriatus
Amplicephalus pedriatus är en insektsart som beskrevs av Cheng 1980. Amplicephalus pedriatus ingår i släktet Amplicephalus och familjen dvärgstritar. Inga underarter finns listade i Catalogue of Life.